# Al-Chaur (Gemeinde)
Al-Chaur (arabisch بلدية الخور, DMG Baladiyyat al-Ḫaur) ist eine der acht Gemeinden Katars mit der gleichnamigen Hauptstadt al-Chaur. 60 Kilometer südlich liegt Doha, die Hauptstadt des Landes. Seit dem ausgehenden 19. Jahrhundert lebt hier der Al-Muhannadi-Stamm, der aus sieben Beduinenfamilien hervorgeht.

## Verwaltung
Die Gemeinde al-Chaur kontrolliert die Hauptstadt al-Chaur und alle übrigen Siedlungen auf dem Gemeindegebiet. Das Gebiet wird zu statistischen Zwecken in drei Verwaltungszonen untergliedert:
| Städte                             | Fläche km² | Einwohner Zensus 2015 |
| ---------------------------------- | ---------- | --------------------- |
| Simaisma, Al Jeryan, al-Chaur      | 373,9      | 96.169                |
| Al Thakhira, Ras Laffan, Umm Birka | 610,8      | 100.118               |
| Al Ghuwariyah                      | 628,6      | 5.744                 |
| Gemeinde al-Chaur                  | 1613,3     | 202.031               |

Das Verwaltungsgebäude der Gemeinde befindet sich am Stadteingang von al-Chaur. Das historische Gebäude ist eines der ältesten der Stadt. Nach der Fertigstellung eines Anbaus wird das ursprüngliche Gebäude im Rahmen einer Renovierung an die neue Fassade angepasst, die traditionelle Elemente der katarischen Kultur beinhaltet.

## Tourismus
In der letzten Zeit wächst der Tourismus in der Region. Bekannt ist vor allem der zu einem Hotel umgebaute Palast Al-Sultan Beach Hotel & Resort.